# Чемпионат Китая по футболу 2005
Чемпиона́т Кита́я по футбо́лу 2005 — 2-й сезон после основания китайской Суперлиги. В первом сезоне после формирования Суперлиги понижение в классе не происходило, более того, количество участников возросло с 12 до 14 команд (в состав Суперлиги вошли «Ухань Хуанхэлоу» и «Шанхай Зобон»). Начало чемпионата было запланировано на 5 марта 2005 года, однако затем было отложено до апреля из-за проблем со спонсором. Чемпионат закончился 5 ноября 2005 года, чемпионом стал клуб «Далянь Шидэ», который семь раз в прошлом становился чемпионом первого дивизиона, в итоге стал в восьмой раз чемпионом. Чемпион прошлого года «Шэньчжэнь Цзяньлибао» окончил чемпионат на третьем с конца месте.
Перед началом сезона Китайская футбольная ассоциация объявила о том, что в сезоне 2005 года также не будет понижения в классе, а состав Суперлиги и дальше будет расширен.

## Повышение и понижение в классе
Команды, получившие повышение в классе после розыгрыша Первой лиги Китая по футболу 2004 :
- «Ухань Хуанхэлоу»
- «Шанхай Зобон»

Команды, получившие понижение в классе по итогам розыгрыша Чемпионата Китая по футболу 2004 :
- Нет

## Сезон
Второй сезон нового формата проведения чемпионата Китая по футболу стал заметно лучше - практически не было обвинений в злоупотреблении наркотиками, скандалов со сдачей матчей и других закулисных событий. Существенным замечанием для развития футбола в Китае стал тот факт, что многие команды финишировали в верхней части таблицы только благодаря иностранным игрокам. Большинству команд не хватало финансовых средств для завоевания высоких позиций. Так как решение об отсутствии понижения в классе было озвучено до начала чемпионата, команды не тратили больших денег на работу на трансферном рынке. Тем не менее, в верхней части таблицы шла борьба за две путевки в Лигу чемпионов АФК, на которые претендовали как минимум шесть команд. Большую часть сезона на первом месте шёл клуб «Далянь Шидэ», на втором месте команды несколько раз менялись по ходу сезона. В нижней части таблицы последнее место занял клуб «Чунцин Лифань», второй с конца стала команда «Шэньян Цзиньдэ». 

### Сюрпризы на старте
Среди претендентов на второе место одной из неожиданностей стало появление команды «Ухань Хуанхэлоу». Команда, которая в прошлом сезоне выступала в первой лиге, была практически неизвестна конкурентам, кроме того, она удачно начала чемпионат, выиграв семь матчей подряд на старте. Кроме того, она стала реальным конкурентом для «Далянь Шидэ». Однако за счет отсутствия опыта вторую половину сезона клуб провёл невзрачно, при этом занял высокое пятое место.

### Финиш чемпионата
Во второй части чемпионата борьба за второе место развернулась в основном между «Шанхай Шэньхуа» и «Тяньцзинь Тэда». Разница в очках между двумя клубами была практически всё время минимальна, однако в случае потери очков к ним приближались «Шаньдун Лунэн» и «Бэйцзин Хёндэ».
В итоге второе и третье места разделило всего одно очко, а «Шанхай Шэньхуа» смог завоевать путёвку в розыгрыш Лиги чемпионов АФК.
Чемпионом стала команда «Далянь Шидэ», у которой этот титул стал восьмым в истории, финишировав с отрывом в 12 очков и шесть побед от второго места.
| М  | Команда              | И  | В  | Н  | П  | Мячи    | ±   | О  | Примечания                        |
| -- | -------------------- | -- | -- | -- | -- | ------- | --- | -- | --------------------------------- |
| 1  | Далянь Шидэ          | 26 | 21 | 2  | 3  | 57 − 18 | +39 | 65 | Групповой этап Лига чемпионов АФК |
| 2  | Шанхай Шэньхуа       | 26 | 15 | 8  | 3  | 41 − 23 | +18 | 53 | Групповой этап Лиги чемпионов АФК |
| 3  | Шаньдун Лунэн        | 26 | 15 | 7  | 4  | 47 − 30 | +17 | 52 |                                   |
| 4  | Тяньцзинь Тэда       | 26 | 14 | 7  | 5  | 48 − 26 | +22 | 49 |                                   |
| 5  | Ухань Хуанхэлоу      | 26 | 11 | 9  | 6  | 34 − 26 | +8  | 42 |                                   |
| 6  | Бэйцзин Хёндэ        | 26 | 12 | 4  | 10 | 46 − 32 | +14 | 40 |                                   |
| 7  | Циндао Чжуннэн       | 25 | 8  | 8  | 9  | 25 − 31 | −6  | 32 |                                   |
| 8  | Интер Шанхай         | 26 | 8  | 7  | 11 | 30 − 32 | −2  | 31 |                                   |
| 9  | Сычуань Гуаньчэн     | 26 | 8  | 5  | 13 | 28 − 45 | −17 | 29 |                                   |
| 10 | Ляонин Чжунъюй       | 26 | 7  | 8  | 11 | 34 − 42 | −8  | 29 |                                   |
| 11 | Шанхай Зобон         | 26 | 5  | 7  | 14 | 18 − 35 | −17 | 22 |                                   |
| 12 | Шэньчжэнь Цзяньлибао | 26 | 4  | 10 | 12 | 22 − 42 | −20 | 22 |                                   |
| 13 | Шэньян Цзиньдэ       | 26 | 4  | 7  | 15 | 19 − 43 | −24 | 19 |                                   |
| 14 | Чунцин Лифань        | 26 | 2  | 7  | 17 | 16 − 41 | −25 | 13 |                                   |

И — игры, В — выигрыши, Н — ничьи, П — проигрыши, Мячи — забитые и пропущенные голы, ± — разница голов, О — очки

## Бомбардиры
| № | Игрок            | Клуб               | Голы |
| - | ---------------- | ------------------ | ---- |
| 1 | Бранко Елич      | Бэйцзин Хёндэ      | 21   |
| 2 | Цзоу Цзе         | Далянь Шидэ        | 15   |
|   |                  |                    |      |
| 3 | Се Хуэй          | Шанхай Шэньхуа     | 14   |
| 3 | Гилсиньо         | Ухань Оптикс Вэлли | 14   |
|   |                  |                    |      |
| 4 | Зоран Янкович    | Далянь Шидэ        | 13   |
| 5 | Юй Гэньвэй       | Тяньцзинь Тэда     | 12   |
|   |                  |                    |      |
| 6 | Ионел Дэнчулеску | Шаньдун Лунэн      | 10   |
| 6 | Сюй Лян          | Ляонин Чжунъюй     | 10   |
| 6 | Чжэн Чжи         | Шаньдун Лунэн      | 10   |
|   |                  |                    |      |

## Посещаемость

### Общая статистика
- Общая посещаемость : 1,871,700 [1]
- Средняя посещаемость : 10,284

### Клубы
| Команда              | Средняя посещаемость |
| -------------------- | -------------------- |
| Шаньдун Лунэн        | 26,000               |
| Бэйцзин Гоань        | 18,923               |
| Тяньцзинь Тэда       | 16,462               |
| ФК Ухань             | 15,654               |
| Далянь Шидэ          | 14,000               |
| Шанхай Шэньхуа       | 12,462               |
| ФК Ляонин            | 11,000               |
| Чунцин Лифань        | 5,731                |
| Сычуань Гуаньчэн     | 5,477                |
| Пудун Зобон          | 4,885                |
| Циндао Чжуннэн       | 4,500                |
| Интер Шанхай         | 4,385                |
| Шэньчжэнь Цзяньлибяо | 2,423                |
| Шэньян Гиндэ         | 2,077                |